# Leif Jordansson
Leif Gillis Jordansson, född 1960 i Trollhättan, är en svensk kompositör, multi-instrumentalist och artist.
Leif Jordansson har sedan början av 1990-talet varit aktiv som kompositör för film, teater och dans. 1996 släppte han skivan Music For Movements med musik komponerad för fem balettföreställningar, koreograferad av Patrick King. Som teater- och balettkompositör har Jordansson varit aktiv på flera stora teatrar i Sverige samt ett flertal arbeten i England, Italien och Frankrike. Bland annat en produktion var tillsammans med just Patrick King på Oslo-operan 2013.
2003 komponerade han musiken till Johan Löfstedts prisbelönta film Kometen. Han har även samarbetat med filmskapare som Simon Kaijser och Bengt Löfgren. Under senare år har Jordansson arbetat med installationer för teatrar och offentliga rum.
Jordansson är konstnärlig ledare för The Great Learning Orchestra, en sammansättning musiker som utforskar nutida experimentell musik.
Leif Jordansson anlitades 2016 för att arrangera och producera artisten Peter LeMarcs album Den tunna tråden, i samarbete med Per Lindholm.

### Fotnoter
1. ↑  ”Birthday”. 20 oktober 2021. https://www.birthday.se/Leif-Jordansson/Stockholm/1960/2d3cff5858. Läst 20 oktober 2021.
2. 1 2 3  ”Föreningen Svenska Tonsättare”. 20 oktober 2021. https://fst.se/composer/390. Läst 20 oktober 2021.
3. ↑  ”Svensk Mediedatabas”. 20 oktober 2021. https://smdb.kb.se/catalog/id/003705582. Läst 20 oktober 2021.